# Rockin' Robin
"Rockin 'Robin" é uma canção escrita por Leon René sob o pseudônimo de Jimmie Thomas, e gravada por Bobby Day em 1958.

## Desempenho nas paradas musicais
| Parada musical (1958)              | Posição |
| ---------------------------------- | ------- |
| Estados Unidos - Billboard Hot 100 | 2       |

## Versão de Michael Jackson
Michael Jackson gravou uma versão cover de "Rockin 'Robin" em 1972, ano em que foi lançado em seu primeiro álbum solo, Got to Be There. Foi o maior hit do álbum, chegando a posição dois no Hot 100 e R&B.

### Lista de músicas
- Lado A :"Rockin 'Robin"
- Lado B :"Love Is Here and Now You're Gone"

### Desempenho nas paradas musicais
| Parada musical (1972)                                | Posição |
| ---------------------------------------------------- | ------- |
| Estados Unidos - Billboard Hot 100                   | 2       |
| Estados Unidos - Billboard Best Selling Soul Singles | 2       |